# Ingerophrynus divergens
Ingerophrynus divergens là một loài cóc trong họ Bufonidae.
Nó được tìm thấy ở Brunei, Indonesia, và Malaysia.
Các môi trường sống tự nhiên của chúng là các khu rừng ẩm ướt đất thấp nhiệt đới hoặc cận nhiệt đới, sông có nước theo mùa, và đầm nước ngọt có nước theo mùa. Loài này đang bị đe dọa do mất nơi sống.